# Saint-Pierre-d'Oléron
Saint-Pierre-d'Oléron é uma comuna no sudoeste da França, localizada no departamento de Charente-Maritime na região de Nova Aquitânia. Seus habitantes são chamados Santa Pierrais e St. Pierraises.